# Chromis fumea
 Chromis fumea és una espècie de peix de la família dels pomacèntrids i de l'ordre dels perciformes.

## Morfologia
Els mascles poden assolir els 10 cm de longitud total.

## Distribució geogràfica
Es troba a l'est de l'Índic, al nord-oest d'Austràlia i, principalment, a l'oest del Pacífic.